# 聖娼女 ～性奴育成學園～
《聖娼女 -性奴育成學園-》是由Visual Art's旗下遊戲品牌Frill於2013年7月26日發售的冒險類型成人遊戲。後來改編成OVA和小說。

## 故事
時澤直巳在收到成瀨小夜子的面試邀請，進入私立白百合丘學園（白百合ヶ丘学園）任職老師，就職後才從小夜子口中得知該學園秘密成立了娼婦育成所，並長期培訓娼婦以招待VIP，請他來此的目的也是為了調教候補娼婦。

## 角色
時澤直巳
本作男主角，白百合丘學園的38歲臨時音樂老師。
桂木紫苑（聲優：大和櫻）
白百合丘學園的學生，桂木集團的大小姐，所屬劍道社。
宮前彩葉（聲優：鈴音華月）
白百合丘學園的學生，知名偶像團體「Three Piece!」（スリーピース!）的隊長。
城崎優莉（聲優：加乃みるく）
白百合丘學園的二年級學生兼綠化委員。
上條翼（聲優：青井美海）
白百合丘學園的學生，排球社的隊長。
速水涼香（聲優：手塚りょうこ）
白百合丘學園的已婚老師兼學年主任。
成瀨小夜子（聲優：ももぞの薫）
白百合丘學園的學園長。
如月可可（聲優：夏川菜々美）
酒吧「TRASH」的女性調酒師，實際上是一名變性人。

## 主題曲
遊戲的片頭曲「COLD BUTTERFLY」是由丘野塔也擔任作詞，どんまる擔任作曲，jAcKp☆TrASH擔任編曲，Duca主唱。

## OVA
是由Pink Pineapple於2013年7月25日發售的成人動畫，片長30分共一集，片尾曲使用遊戲片頭曲。

## 外部連結
- 官方網站 （页面存档备份，存于）Frill（日語）